# Sebastian Temesi
Sebastian Temesi (24 de abril de 1990) es un deportista australiano que compite en judo. Ganó cinco medallas en el Campeonato de Oceanía de Judo entre los años 2012 y 2018.

## Palmarés internacional
| Campeonato de Oceanía | Campeonato de Oceanía | Campeonato de Oceanía | Campeonato de Oceanía |
| Año                   | Lugar                 | Medalla               | Categoría             |
| --------------------- | --------------------- | --------------------- | --------------------- |
| 2012                  | Cairns (Australia)    | Medalla de plata      | –90 kg                |
| 2015                  | Païta (Francia)       | Medalla de bronce     | –90 kg                |
| 2016                  | Canberra (Australia)  | Medalla de oro        | –90 kg                |
| 2017                  | Nukualofa (Tonga)     | Medalla de oro        | –90 kg                |
| 2018                  | Numea (Francia)       | Medalla de oro        | –90 kg                |